# Umberto Masetti

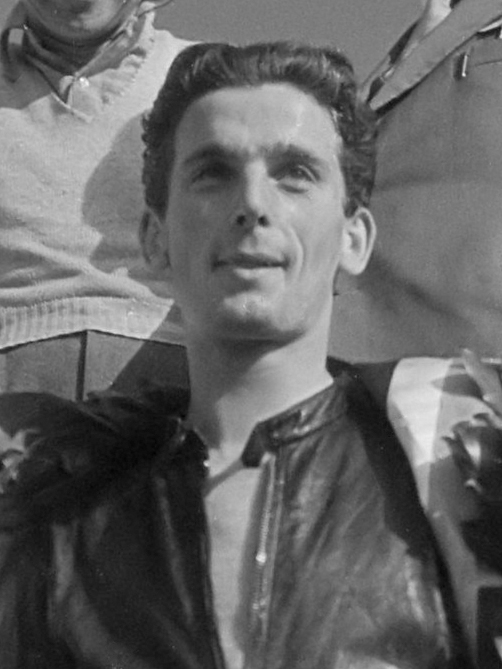
Umberto Masetti efter segern i Holland 1952.

Umberto Masetti, född den 4 maj 1926, död den 28 maj 2006 var en italiensk roadracingförare, världsmästare i den mest prestigefyllda klassen 500GP två gånger. Han tävlade i VM 1949-1958 och har kört i samtliga klasser.

## Segrar 500GP
| Nr | Grand Prix | År   |
| -- | ---------- | ---- |
| 1  | Belgien    | 1950 |
| 2  | Holland    | 1950 |
| 3  | Spanien    | 1951 |
| 4  | Holland    | 1952 |
| 5  | Belgien    | 1952 |
| 6  | Italien    | 1955 |